# Oerstedia wheeleri
Oerstedia wheeleri är en djurart som tillhör fylumet slemmaskar, och som beskrevs av Chernyshev 1992. Oerstedia wheeleri ingår i släktet Oerstedia och familjen Oerstediidae. Inga underarter finns listade i Catalogue of Life.